# Heinz Jost

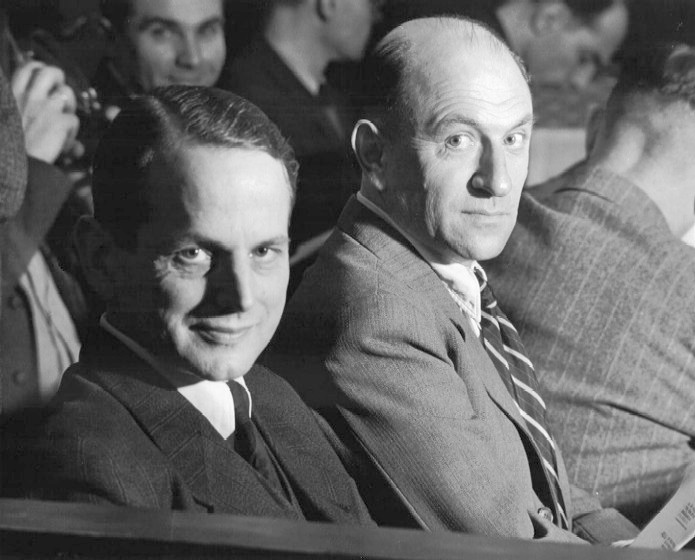
Otto Ohlendorf i Heinz Jost (z prawej) 9 lutego 1948 w Norymberdze podczas procesu

Heinz Jost (ur. 9 lipca 1904 w Holzhausen w Hesji, zm. 12 listopada 1964 w Bensheim w Hesji) – zbrodniarz wojenny, wysoki oficer SS i policji (ostatni znany stopień: SS-Brigadeführer i generał-major policji).
Jost był członkiem NSDAP od 1928 oraz członkiem SS (nr 36243). Studiował prawo. W 1933 był dyrektorem policji w Gießen, w 1934 został powołany do SD w stopniu SS-sturmbannführera jako konfident w Niemieckim Froncie Pracy w SS-owskim Urzędzie Wyższych Uczelni w Gießen (SS-Hochschulamt). W 1936 został kierownikiem Urzędu Kontrwywiadu w Głównym Urzędzie SD i referatu Wehrmachtu oraz Obrony Rzeszy w Głównym Urzędzie Policji Bezpieczeństwa Ministerstwa Spraw Wewnętrznych Rzeszy. Kierował nimi do 1939. Podczas kampanii wrześniowej był członkiem tzw. Sztabu Heydricha, kierującego poczynaniami policji bezpieczeństwa i SD w zajmowanej Polsce. Od 28 września 1939 do 22 czerwca 1941 był szefem Urzędu VI (zagraniczna służba wywiadowcza) w Głównym Urzędzie Bezpieczeństwa Rzeszy. 
W 1942 był szefem grupy operacyjnej A (Einsatzgruppe A) policji bezpieczeństwa i SD, działającej na terytorium Litwy, Łotwy i Estonii oraz na okupowanych ziemiach Związku Radzieckiego z nimi sąsiadującymi. Tym samym był odpowiedzialny za masowe morderstwa popełnione przez tę formację w tym okresie na zajętych terenach. Następnie był dowódcą Sipo i SD obszaru Ostland z siedzibą w Rydze. 
W 1948 r. został skazany w procesie grup operacyjnych przez amerykański trybunał wojskowy na karę dożywotniego więzienia, zmniejszoną następnie do 10 lat. Jednak już w 1951 został zwolniony z więzienia na mocy ogólnej amnestii, ogłoszonej przez amerykańskiego Wysokiego Komisarza, McCloya. Później pracował jako radca prawny - specjalista prawa ekonomicznego w zachodnioniemieckich koncernach i wielkich przedsiębiorstwach.